# Beendorf
Beendorf (Platduits Beendörp) is een gemeente in de Duitse deelstaat Saksen-Anhalt, en maakt deel uit van de Landkreis Börde.
Beendorf telt 872 inwoners.
Beendorf ligt enkele kilometers ten oosten van Helmstedt, aan de oostelijke rand van het heuvelachtige Lappwald. Ten westen van Beendorf ligt de voormalige Duits-Duitse grens, nu de grens met de deelstaat Nedersaksen.

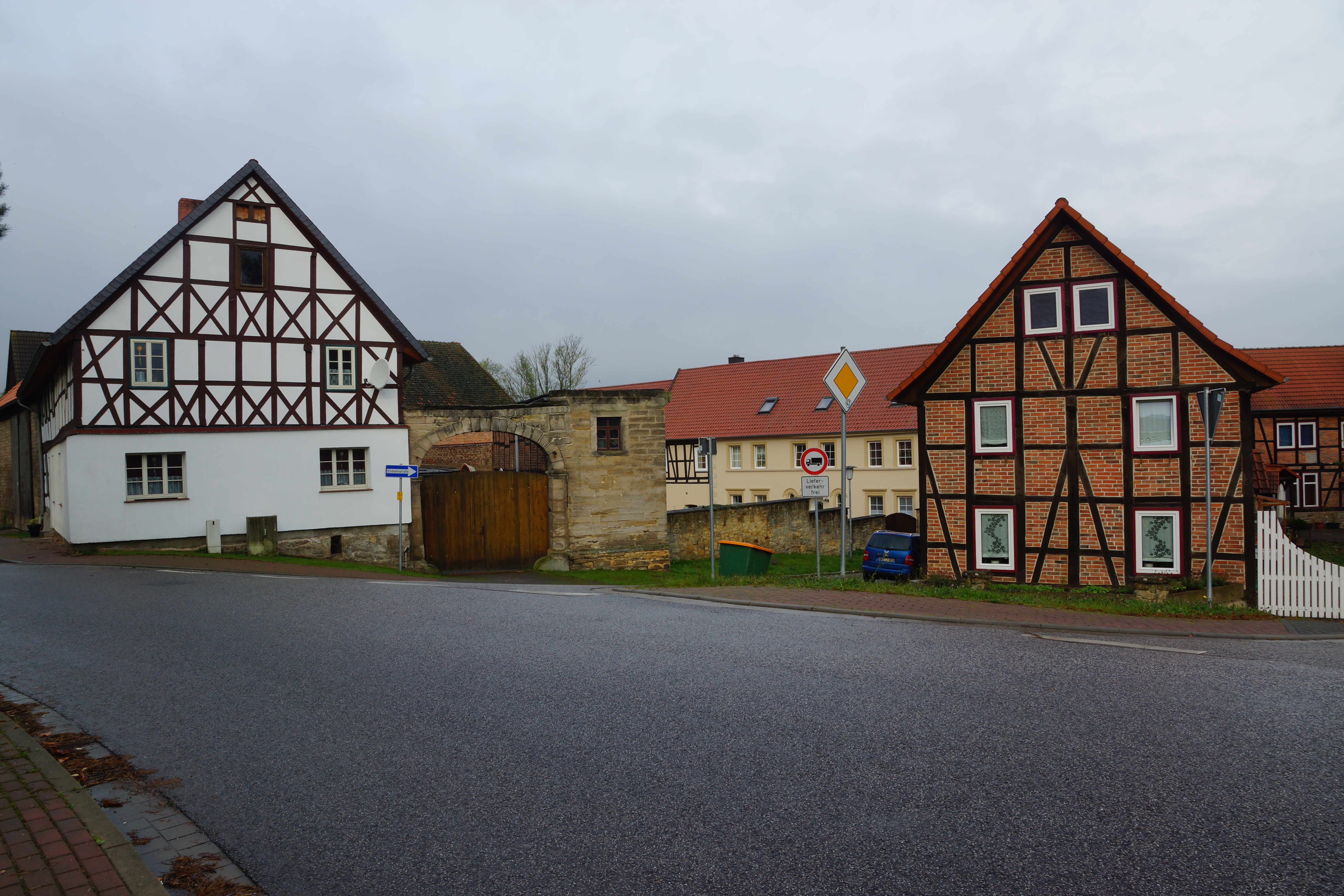
Vakwerkhuizen in de Middelstraat
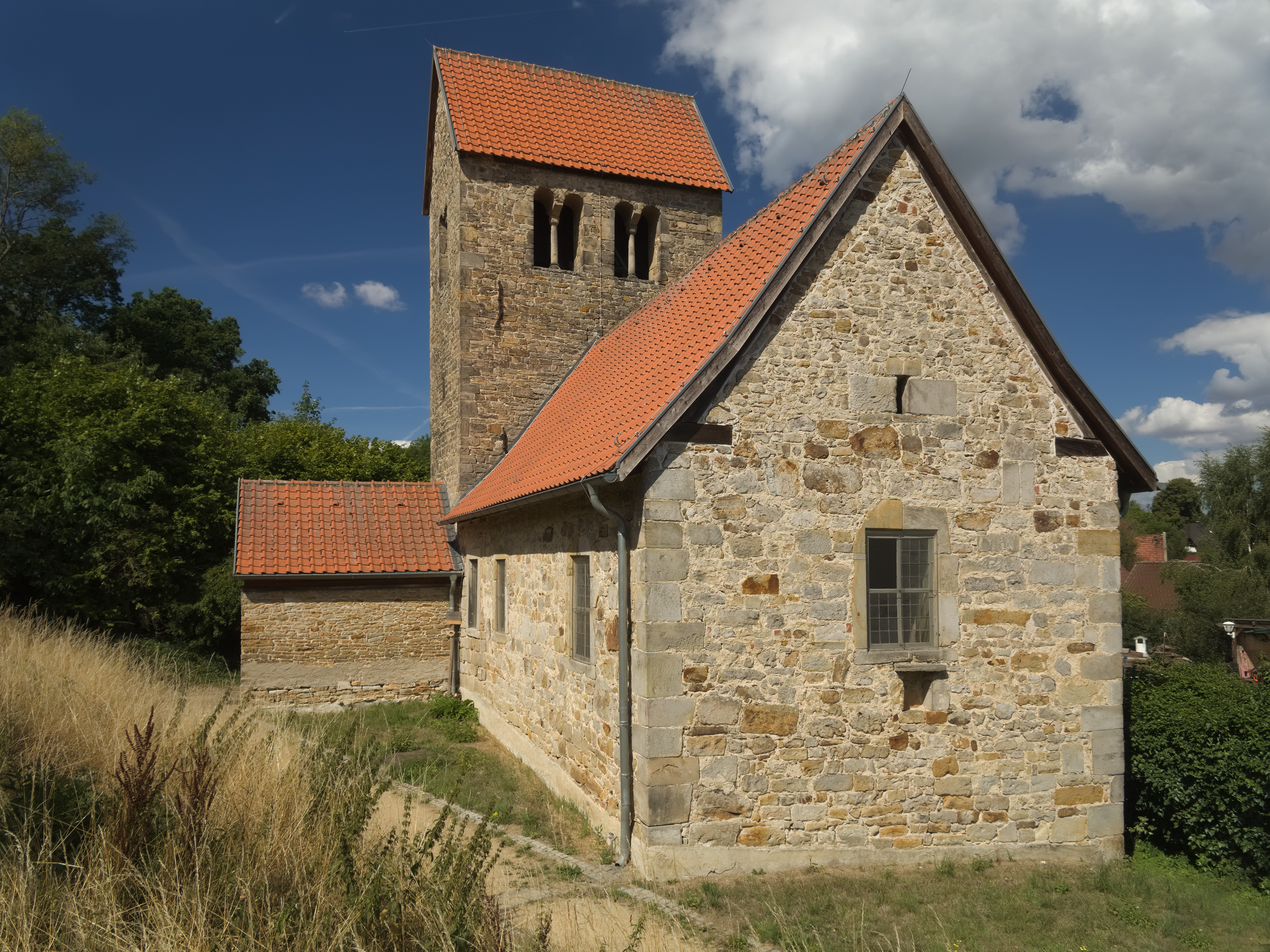
Johanneskerk te Beendorf
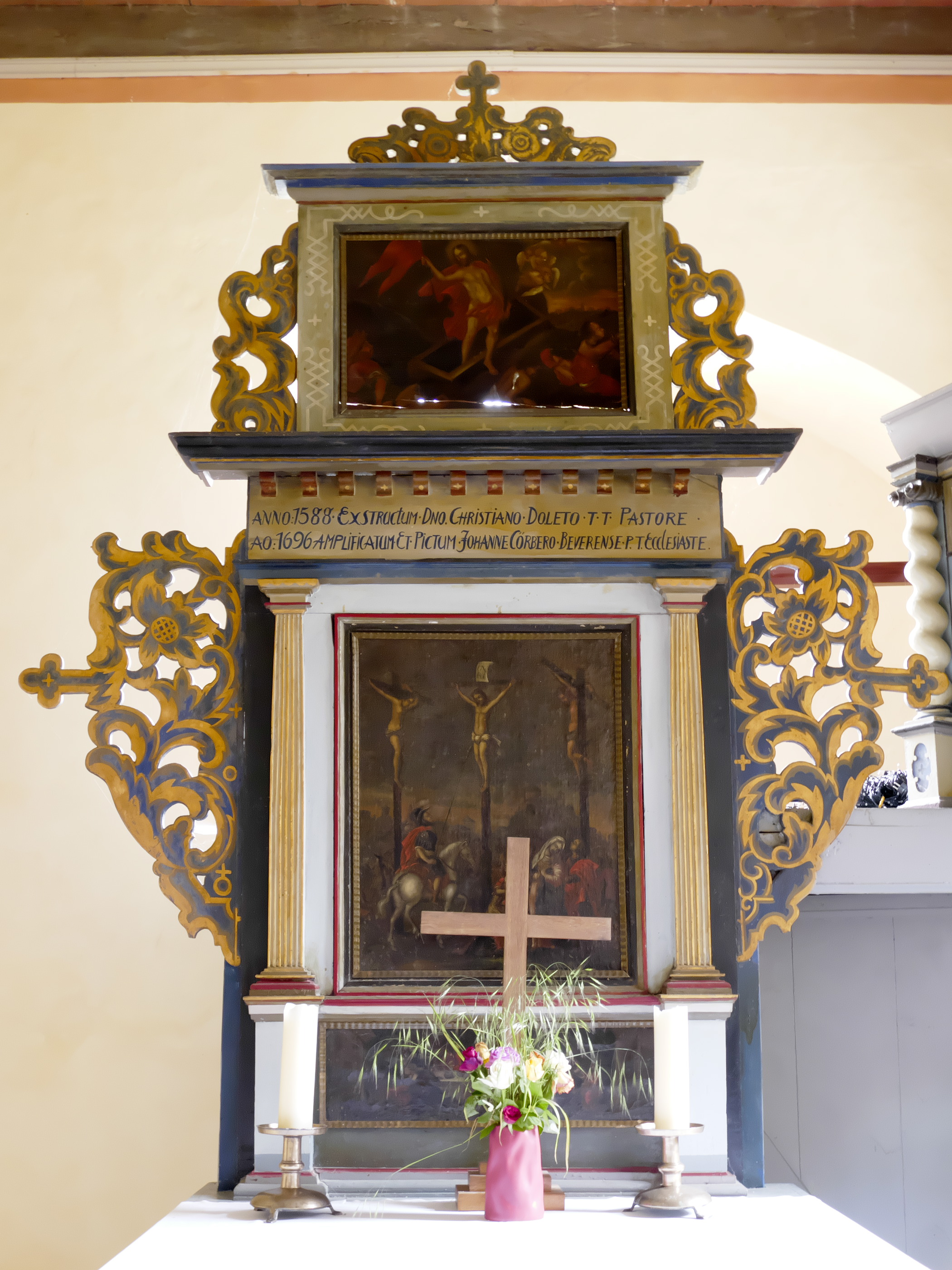
Altaarstuk in deze kerk

In de 19e eeuw werd bij het naburige Bartensleben een zout- en kalimijn in exploitatie genomen. Eén van de mijnschachten daarvan, met de naam Schacht Marie, lag bij Beendorf. Na sluiting van de mijn deed de schacht nog dienst als ondergrondse kippenfokkerij en (tot op heden) als ondergrondse vuilstort, ook voor chemisch afval.
Van maart 1944 tot april 1945 bestond in  Beendorf een berucht concentratiekamp (codenaam: SS-Arbeitslager A3), bestaande uit een vrouwen- en een mannenkamp. Dwangarbeiders moesten in ondergrondse mijnschachten onder vaak onmenselijke werkomstandigheden onderdelen produceren voor militaire vliegtuigen, V1's en V2's. In april 1945 kwamen vele gevangenen om, terwijl of nadat zij naar andere concentratiekampen werden vervoerd, of tijdens dodenmarsen. In de basisschool van het dorp is een ruimte als museum ingericht, gewijd aan dit kamp.
De evangelisch-lutherse Johanneskerk te Beendorf werd reeds in de 12e eeuw gebouwd, en daarna vele malen gerenoveerd of verbouwd. In het interieur bevindt zich o.a. een fraai, 16e-eeuws altaarstuk.